# Рено UE
Chenillette de ravitaillement d’infanterie 31R — французский лёгкий бронетранспортёр, разработанный фирмой Renault в 1931 году. Бронетранспортёр является развитием английской танкетки Виккерс-Карден-Лойд Мк IV.

## История создания
С 1922 года французские военные старались моторизовать как можно больше подразделений, но этому препятствовал ограниченный бюджет. Основное внимание тогда уделялось производству небольших бронемашин и артиллерийских тягачей.
Весной 1930 года рассматривалось несколько вариантов для нового бронетранспортёра, в их числе были: 3,5-тонный грузовик и существующий полугусеничный автомобиль Citroën-Kégresse. Брандт, как производитель оружия, не имеющий опыта в разработке транспортных средств, уже начал сотрудничество с британской компанией Виккерс по созданию машины с 81-мм миномётом Брандт образца 1927 года; он предложил производить британскую танкетку Carden-Loyd Mk VI по лицензии. 24 июля 1930 года Венсенская комиссия отклонила предложение 3,5-тонного грузовика и полугусеничного автомобиля Citroën-Kégresse, так как они были слишком тяжёлые. После некоторых испытаний комиссия 7 октября приняла решение о разработке автомобиля под названием Tип N. Заказы на прототипы в декабре 1930 года были выполнены тремя компаниями: Renault, Citroën и Brandt. Renault, объявил, что не собирался платить за лицензионные права на производство, если французское государство не выплатит ему полную компенсацию за производство. Таким образом, трем компаниям было предложено построить «похожий» автомобиль, а не его точную копию.
Летом 1931 года опытные образцы были готовы к испытаниям. Компания Citroen получила заказ на 6 прототипов бронетранспортеров: три полностью гусеничных машины и три полугусеничных. Первый прототип, который должен был быть готов, совсем не был похож на Карден-Лойд, представлял собой очень маленькую полугусеничную машину, в которой сидел только водитель, защищенный бронированным капотом со смотровыми окнами с левой стороны автомобиля, с двигателем справа от него. Бронировалась только носовая часть машины. Он был представлен Венсенской комиссии 24 июля 1931 года и испытан 29 июля. Комиссия отметила отказ системы охлаждения и невозможность отделения прицепа от кабины водителя. 31 июля вместе с первыми двумя прицепами были доставлены две другие полугусеничные машины. Citroën прекратил разработку полностью гусеничных машин, но перестроил один из прототипов полугусеничных машин в прототип более крупного полугусеничного автомобиля AMR Citroën Kégresse P 28.
Тем временем 10 и 17 декабря 1930 года Brandt получил заказ на шесть комплектов: трактор, прицеп и прицеп-тягач. Чтобы соответствовать идее производства во Франции, Брандт передал задачу построить трактор нового типа компании Latil, поскольку у самой компании было слишком мало опыта. Прототип Latil, представленный 7 августа 1931 года, был очень похож на британскую танкетку и сильно напоминал более поздний универсальный бронетранспортёр: полностью гусеничный и с большей частью машины. Только небольшая передняя часть машины над местом водителя и двигателя была бронирована. 17 июля комиссия сочла образец готовым к войсковым испытаниям.
Первым прототипом, который был готов, был прототип Renault, который также получил заказ на шесть комплектов. Прототип проходил испытания с 15 по 23 апреля 1930 года. Были обнаружены и устранены некоторые дефекты, после чего прототип снова прошел испытания с 3 июня. Второй прототип с резиновой гусеницей проходил испытания с 28 апреля по 12 мая. У проекта было заводское обозначение Renault UE. Компания Renault надеялась превратить UE в легкий танк, добавив башню; соответственно, корпус больше напоминал шасси танка, чем специализированную машину снабжения.
В октябре 1931 года Conseil Consultatif de l’Armement под сильным давлением со стороны пехоты, чтобы принять быстрое решение, выбрал Renault UE для производства, хотя процесс испытаний еще не был завершен. 9 декабря для Chenillette de ravitaillement d’Infanterie Modèle 1931 R был заказ на 50 единиц. Далее последовали заказы, серийное производство началось во второй половине 1934 года. На 1 января 1936 года общее количество заказов достигло 793, к июню 1936 года — около 1200, 920 — к октябрю 1936 года, 976 — к 1 января 1937 года. В декабре 1936 года военное подразделение Renault — компания AMX продолжила производство в общей сложности около 2200 единиц, позже к ней присоединились Berliet, которая построит еще 100, и Fouga, которая произвела 300 единиц, в общей сложности около 2600 штук для Модели 31.

## Şenileta Malaxa Tipul UE
В 1937 году Румыния, тогда еще союзница Франции, купила 10 UE. В качестве первого шага в создании отечественной индустрии боевых бронированных машин министр обороны Румынии купил в 1937 году лицензию на производство 300 Renault UE Chenillettes. Машина предназначалась для перевозки 47-мм противотанковой пушки Шнейдер. Лицензия была приобретена заводом Malaxa в Бухаресте, а бронетранспортер впоследствии получил обозначение Şenileta Malaxa Tipul UE. Все детали бронетранспортера, за исключением двигателя, коробки передач и приборной панели, были произведены на заводе Malaxa, а двигатель, коробка передач и приборная панель французским заводом AMX. Производство длилось со второй половины 1939 года по март 1941 года, в течение которого было выпущено 126 бронетранспортёров. Производство было прервано, когда поставки запасных частей Renault были прерваны падением Франции. Затем Германия доставила в Румынию 52 трофейных Renault UE. 126 Malaxa UE составили основную часть 178 бронетранспортёров, которые находились в эксплуатации румынской армии в начале операции «Барбаросса». Malaxa UE впервые нашёл боевое применение во время восстания Железной гвардии, когда два были использованы Железной гвардией. Malaxa UE не был полностью копией Renault UE. Он был на 0,1 тонны тяжелее и мог перевозить в грузовом отсеке на 0,15 тонны больше, чем его французский аналог. Двигатель был немного слабее на 3 л. с., но все же смог достичь той же максимальной скорости и дальности, что и его французский аналог.
В румынской армии этот бронетранспортёр использовался в противотанковых ротах, перевозя 47-мм пушку Шнейдер образца 1936 года — более тяжелое орудие, чем во французской армии, которая считала Renault UE слишком легким для перемещения орудий. После 1943 года из 50 уцелевших машин 33 использовались для обучения, а 17 были перестроены заводом Malaxa с января по март 1944 года, который усилил их, чтобы перевозить еще более тяжелую немецкую 50-мм противотанковую пушку Pak 38. Включая румынские бронетранспортёры, Renault UE было произведено 5294 единиц.

## Модификации
- UE — основной вариант. Выпущено 2596 единиц в 4-х производственных сериях.
- UE2 — модификация с незначительными элементами конструкции и несколько лучшим бронированием, выпущенная в 1937 году. Выпущено 1900 единиц.
- UE3 — модификация с пулемётами, выпущенная в 1939 году. Выпущено 10 единиц.
- UE4 — модификация с 20-мм пушкой, выпущенная в 1940 году. Выпущено 3 единицы.
- Renault UE (Chine) — модификация с 7,5-мм пулемётом Lebel, выпущенная для Китая. Пулемёт размещался в полностью бронированной (смещённой относительно продольной оси машины в правую сторону) четырёхгранной рубке. Выпущено 10 единиц.

## Описание конструкции

### Броневой корпус
Броневая защита была минимальной. Вертикальные пластины имели толщину девять миллиметров, остальные пластины, все заклепанные, были толщиной шесть миллиметров, как раз достаточной, чтобы остановить обычные винтовочные пули и осколки снарядов.

### Вооружение
На французской службе Modèle 31 не имел вооружения, хотя на некоторых более поздних машинах имелись точки крепления для съемного зенитного пулемета, но управлять им приходилось извне машины в неудобном положении приседания из-за ее малой высоты. Рассматривали вопрос о том, чтобы вооружить его пулеметом, но Direction de l’Infanterie опасалось, что, если такое оружие будет установлено, UE будет неправильно использоваться в качестве легкого танка, вместо того, чтобы выполнять его тактическую роль по снабжению.

### Двигатель и трансмиссия

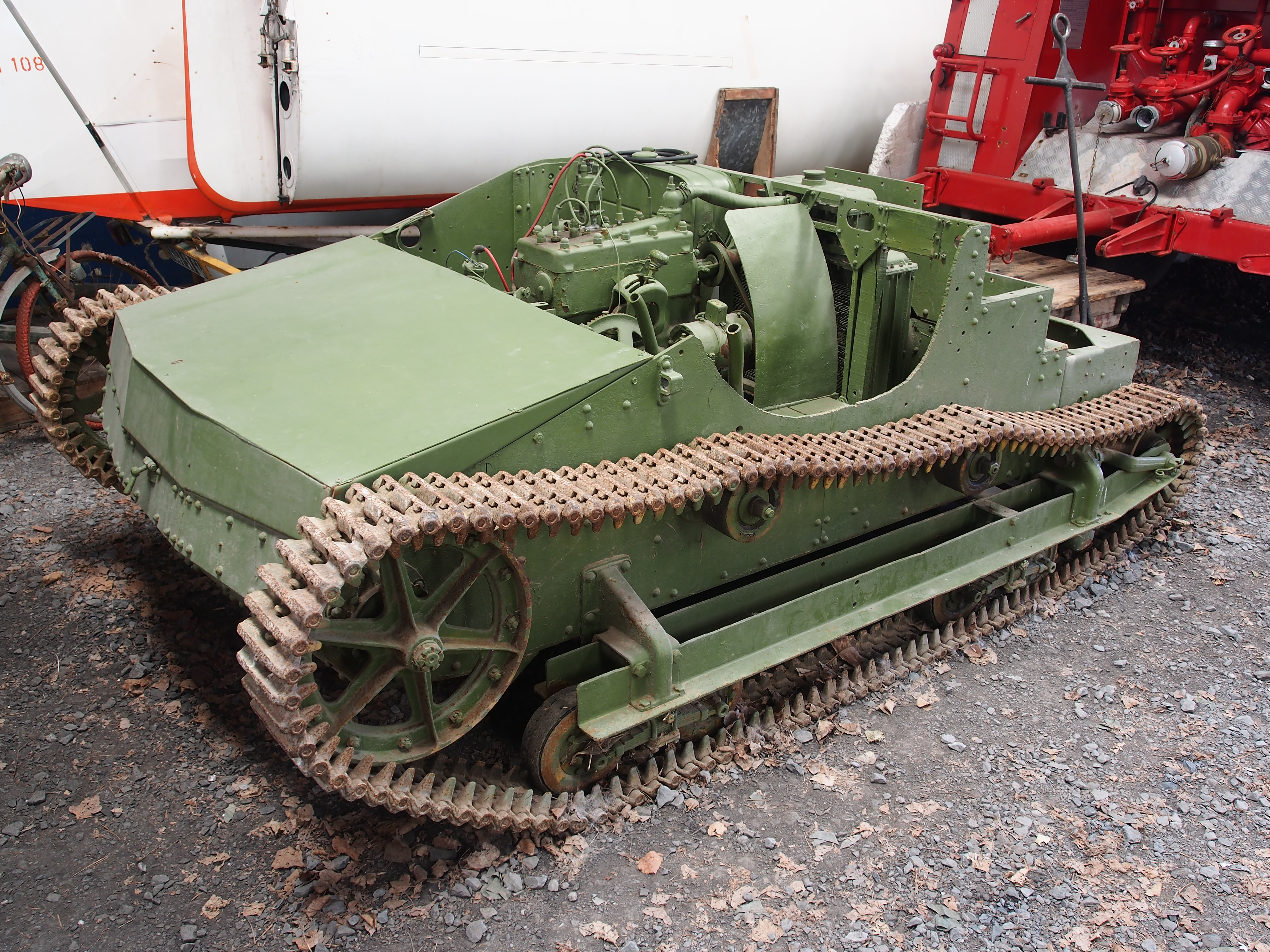
1936

Четырехцилиндровый двигатель мощностью 38 л. с. расположен по центру, водитель — слева, а командир — справа. Коробка передач (шесть скоростей вперед, две назад), дифференциал и трансмиссия размещены перед двигателем. У каждого члена экипажа, сидящего под люком, который является единственным входом или выходом, есть топливный бак за его сиденьем, общая емкость которого составляет 56 литров, что позволяет проехать до ста километров. Выхлопная труба идет впереди командира вправо и заканчивается глушителем с правой стороны машины; в более поздних серийных машинах было добавлено бронированное покрытие; поскольку он имел тенденцию к перегреву, более поздний вариант этой крышки имел щели для охлаждения.

### Ходовая часть
Система подвески очень похожа на тип Виккерс. Гусеницы шириной 18,4 см с 131 малым звеном и тремя тележками с каждой стороны, подпружиненными небольшими листовыми рессорами, несут по два небольших опорных колеса.

## Машины на базе
- Renault UE 57 — САУ, разработанная в 1943 году в Великобритании на базе UE2. На САУ установили 57-мм противотанковое орудие QF-6 pounder. Произведён 1 прототип.

## Операторы
- Франция
- Гитлеровская Германия — более 3000 трофейных танкеток.
- Италия — 64 трофейных танкеток поставленных Германией.
- Румыния — 178 танкеток из которых 126 произвела Румыния по лицензии и 52 трофейных поставленных Германией.
- Китайская Республика — 10 танкеток по заказу Китайской Республики.

## Боевое применение

### Применение во Франции
UE в основном были выделены стандартным пехотным полкам. Первая выдача состоялась 10 сентября 1932 года. 6 UE присутствовали в Compagnie Hors Rang (рота, не подчиненная ни одному батальону и служащая полковым подразделением снабжения, технического обслуживания и замены) и 3 в Compagnie Régimentaire d’Engins, полковой роте поддержки тяжелого вооружения. Их основная функция заключалась в том, что они были транспортными средствами для снабжения передовых позиций боеприпасами и другим необходимым во время артиллерийского огня. Легкой брони было достаточно, чтобы остановить огонь осколков мелких снарядов, винтовочный или пулеметный огонь на дальностях более 300 метров. UE мог перевозить примерно 1 тонну грузов; в том числе 350 кг в грузовом отсеке и 600 кг в прицепе. Чтобы указать, что они буксируют, тракторы устанавливали небольшую прямоугольную стальную табличку на крыше, изображающую желтый треугольник на контрастирующем синем поле. Остальная часть машины обычно была окрашена в тускло-бронзово-зеленый цвет, без использования сложных трех- или четырехцветных схем, типичных для французской формы того времени. Предполагалось, что минометные и артиллерийские бригады будут перемещать свое собственное оружие, если расстояние составляет менее 1000 метров. Опционально 25-мм пушка могла тоже перевозиться. Поскольку бронетранспортёры были слишком малы, чтобы вместить больше орудий, людям приходилось двигаться позади, следуя за транспортным средством пешком. Фактически это был единственный случай, когда в пехотных полках действительно присутствовал второй член экипажа: водитель обычно составлял весь экипаж, хотя был назначен помощник водителя. Для переездов на большие расстояния UE обычно загружали на грузовик с прицепом Renault UK. Более крупный прицеп никогда не входил в состав такого бронетранспортёра; он был в дефиците, имелся только один для четырех бронетранспортёров.
Всего в каждом пехотном полку было 9 Renault UE. Compagnie Divisionnaire Antichar — противотанковая рота дивизии, также имела 3 UE, что в общей сложности составляло 30 Renault UE в обычной пехотной дивизии.
Однако в мотострелковых дивизиях численность Renault UE была намного выше. Их противотанковая рота имела 12 UE, по одной на каждую 25-мм пушку — и в этом случае у каждой отдельной пушки был свой бронетранспортер. В их роте поддержки тяжелого вооружения было 6 UE, опять же по одному на каждую 25-мм пушку. Таким образом, в мотострелковых полках было по 18 UE. В общей сложности французская армия имела около 2500 Renault UE.
В мае 1943 года «Свободная Франция» попыталась добавить противотанковую пушку QF 6-pounder, установленную на задней части машины с орудийным щитом. После разочаровывающих пробных испытаний прототип был возвращен к своей первоначальной роли артиллерийского тягача. После дня «Д» некоторые машины использовались французскими войсками во Франции. После войны некоторые подразделения еще несколько лет использовали этот бронетранспортер. Некоторые машины были приняты на вооружение сирийской армией.

### Применение в Германии

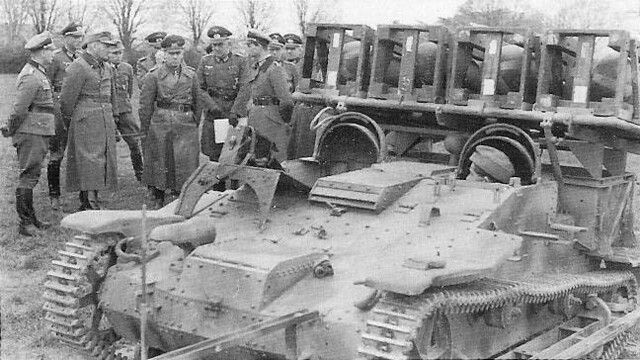
Selbstfahrlafette für 28/32 cm Wurfrahmen auf Infanterie-Schlepper UE (f)

Во время падения Франции около 3000 UE и UE2 были захвачены немцами. Большинство из них использовались без изменений после капитального ремонта на заводе AMX под руководством немецкой компании MAN в качестве бронетранспортёров для перевозки 37-мм, 50-мм, 75-мм и 76,2-мм противотанковых орудий.
Немецкими модификациями Renault UE были:
- Infanterie UE-Schlepper 630 (f) — модификация, которая использовался для перевозки лёгких и тяжёлых пехотных орудий;
- Munitionsschlepper Renault UE (f) — модификация, имевшая бронированную крышу, установленную над корпусом, для защиты боеприпасов от воздушных взрывов снарядов;

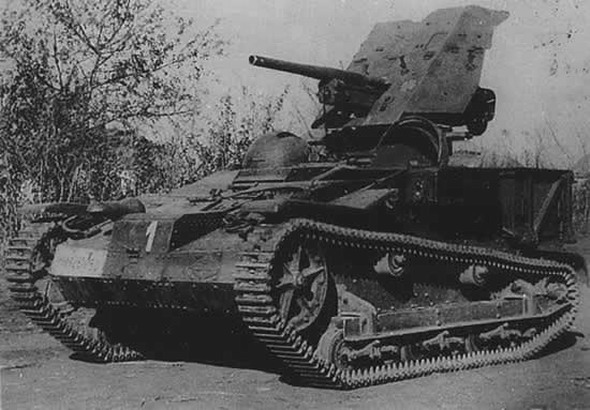
Selbstfahrlafette für 3.7 cm Pak36 auf Renault UE(f) вариант немецкой армии.

- Selbstfahrlafette für 3.7 cm Pak36 auf Renault UE (f) — модификация, оснащённая 37-мм противотанковой пушкой Pak 36[3]. В 1941 году переоборудовано около 700 UE;
- Selbstfahrlafette für 28/32 cm Wurfrahmen auf Infanterie-Schlepper UE (f) — модификация, оснащённая четырьмя пусковыми установками Wurfrahmen 40 с 280 / 320-мм ракетами. Из переоборудованных в 1943 году — 40 были переоборудованы в двух вариантах: одна с пусковыми шпангоутами по бокам корпуса, а другая с приподнятой платформой сзади;
- Mannschaftstransportwagen Renault UE (f) — бронетранспортер, переоборудованный в двух вариантах;
- Gepanzerte-MG-Träger Renault UE (f) — Renault UE, оснащенный пулемётом в надстройке над сиденьем командира;
- Schneeschleuder auf Renault UE (f) — снегоочиститель, 50 из которых были переоборудованы в 1942 году;
- Schneefräser auf Renault UE (f) — снегоочиститель, предназначенный для борьбы с сильным снегопадом на Восточном фронте;
- Fernmeldekabel-Kraftwagen Renault UE (f) — модификация для прокладки телефонного кабеля;
- Panzerkampfwagen-Attrappe auf UE (f) — мишень для учебных целей.
- Sicherungsfahrzeug UE (f) — модификация, переоборудованная для охраны аэродрома, которая, помимо каземата MG 34 калибра 7,92 мм справа, имела специальную высокую бронированную надстройку, установленную в левой стороне, в которой мог сидеть вооруженный охранник с 13-мм пулеметом.
- Kleiner Funk-und Beobachtungspanzer auf Infanterie-Schlepper UE (f) — модификация для радио-артиллерийского наблюдения. Переоборудовано 40 UE Baukommando Becker во Франции, чтобы служить в 21-й танковой дивизии.

### Применение в Италии
Германия поставила много UE своим союзникам, таким как Италия. В 1941 году итальянская армия получила 64 UE и UE2 и использовала их в качестве бронетранспортёров для перевозки боеприпасов. Некоторые из них использовались на Сицилии, где в 1943 году во время вторжения союзников на Сицилию некоторые были захвачены и использовались армией США.

### Применение в Румынии
Германия доставила в Румынию 52 трофейных Renault UE. Включая 126 Malaxa UE Румыния использовала 178 танкеток, которые находились в эксплуатации румынской армии в начале операции «Барбаросса». Танкетки впервые были использованы во время восстания Железной гвардии, когда две танкетки были использованы Железной гвардией.

### Применение в Польше
1-я и 2-я гренадерские пехотные дивизии Польши, которые были созданы во Франции в 1939-40 годах, имели UE2. Кроме того, Польская независимая горная бригада использовала UE2. 17 танкеток, оставшихся от отмененной миссии Польской независимой горной бригады, оказались в Великобритании, где они использовались Пертским разведывательным батальоном, а затем для обучения водителей польской 3/16-й танковой бригадой.

### Применение в Таиланде
Королевская армия Таиланда захватила небольшое количество UE во время франко-тайской войны.

### Применение в Китае
Национальная революционная армия использовала несколько танкеток UE во время Второй японо-китайской войны.

## Сохранившиеся экземпляры

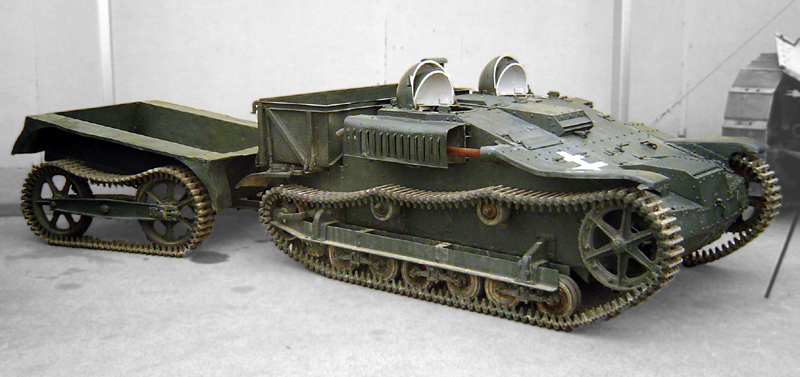
UE в музее бронетехники в Сомюре
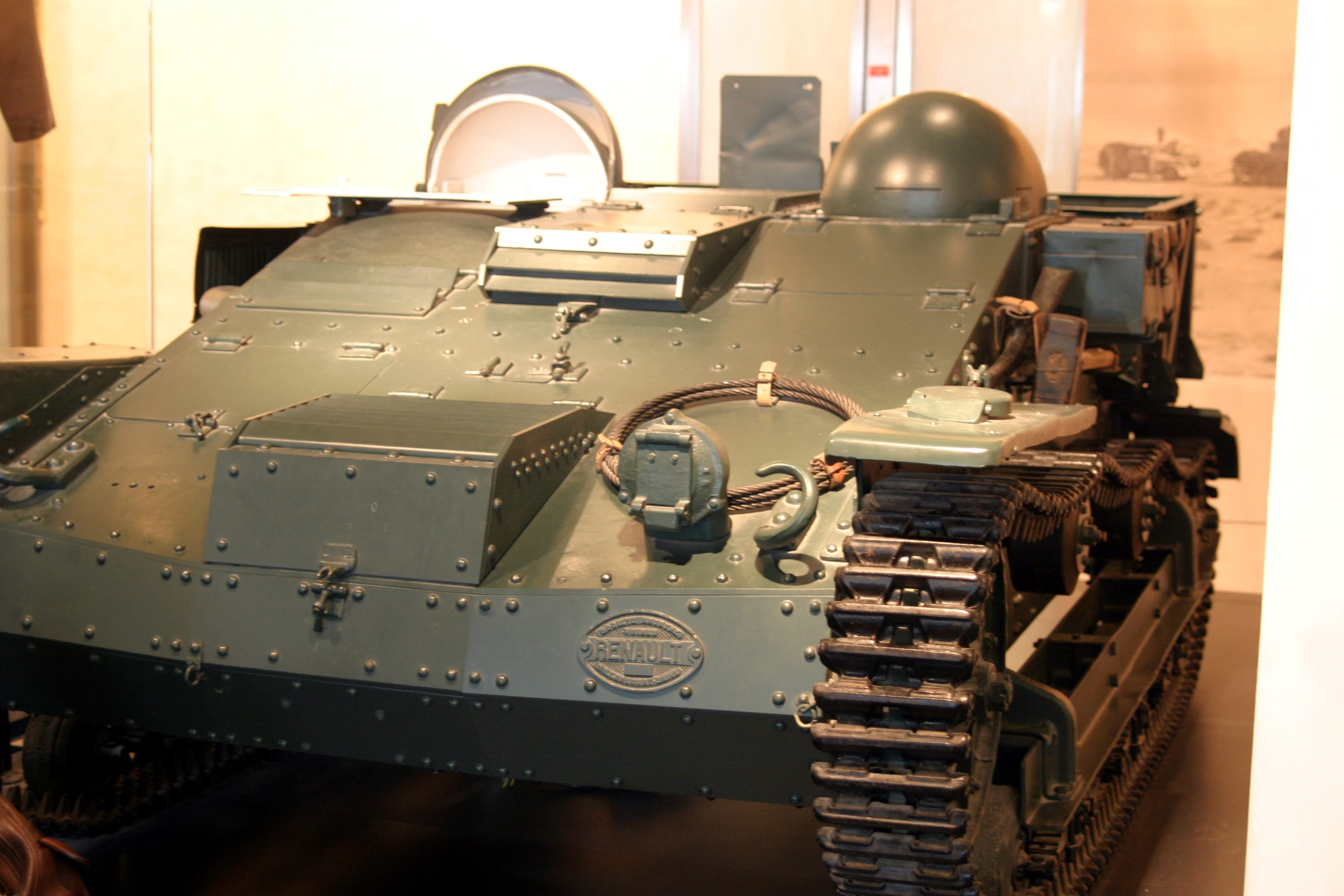
UE в Музее армии в Париже
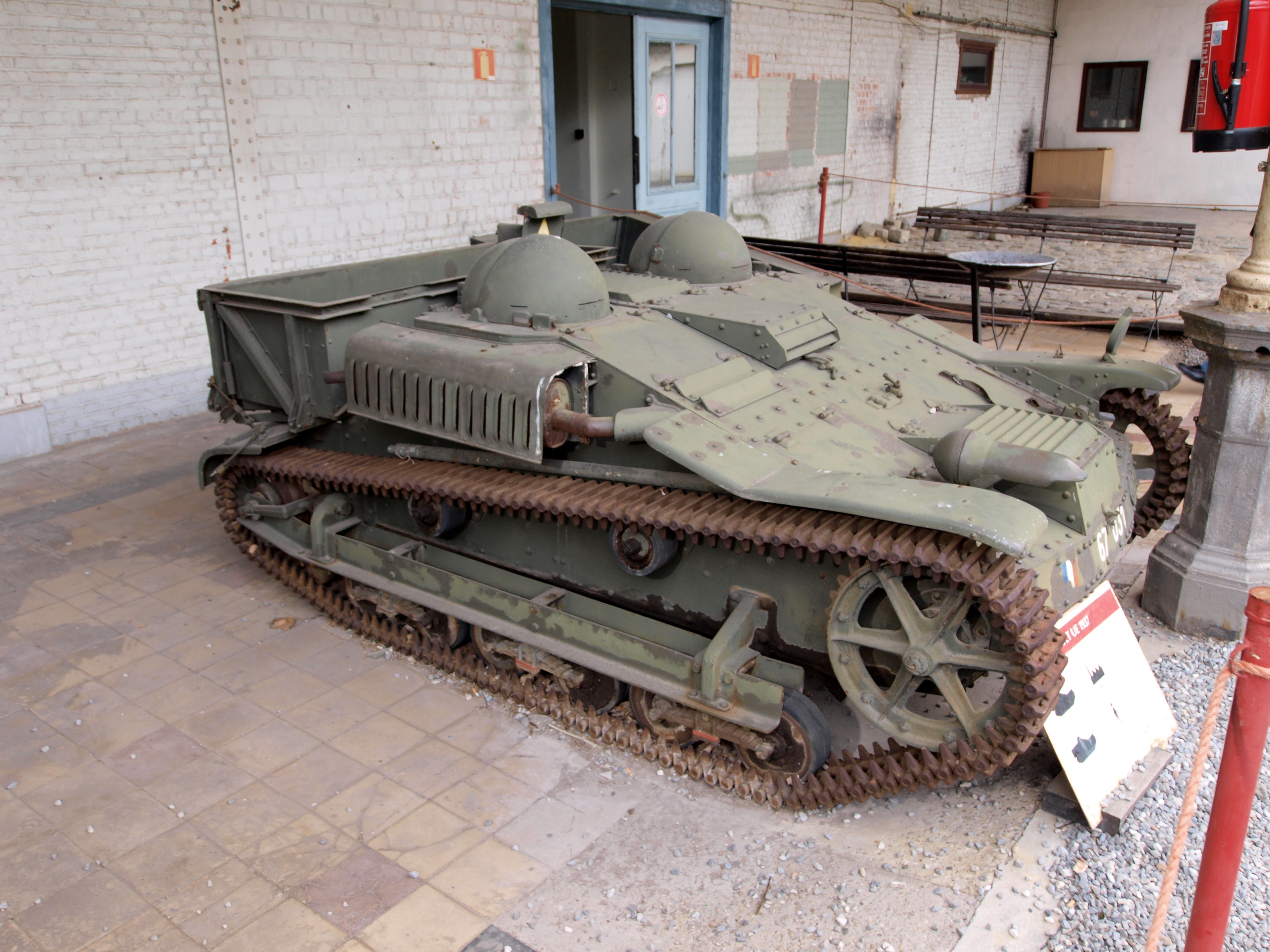
UE в Королевском музее армии в Брюсселе
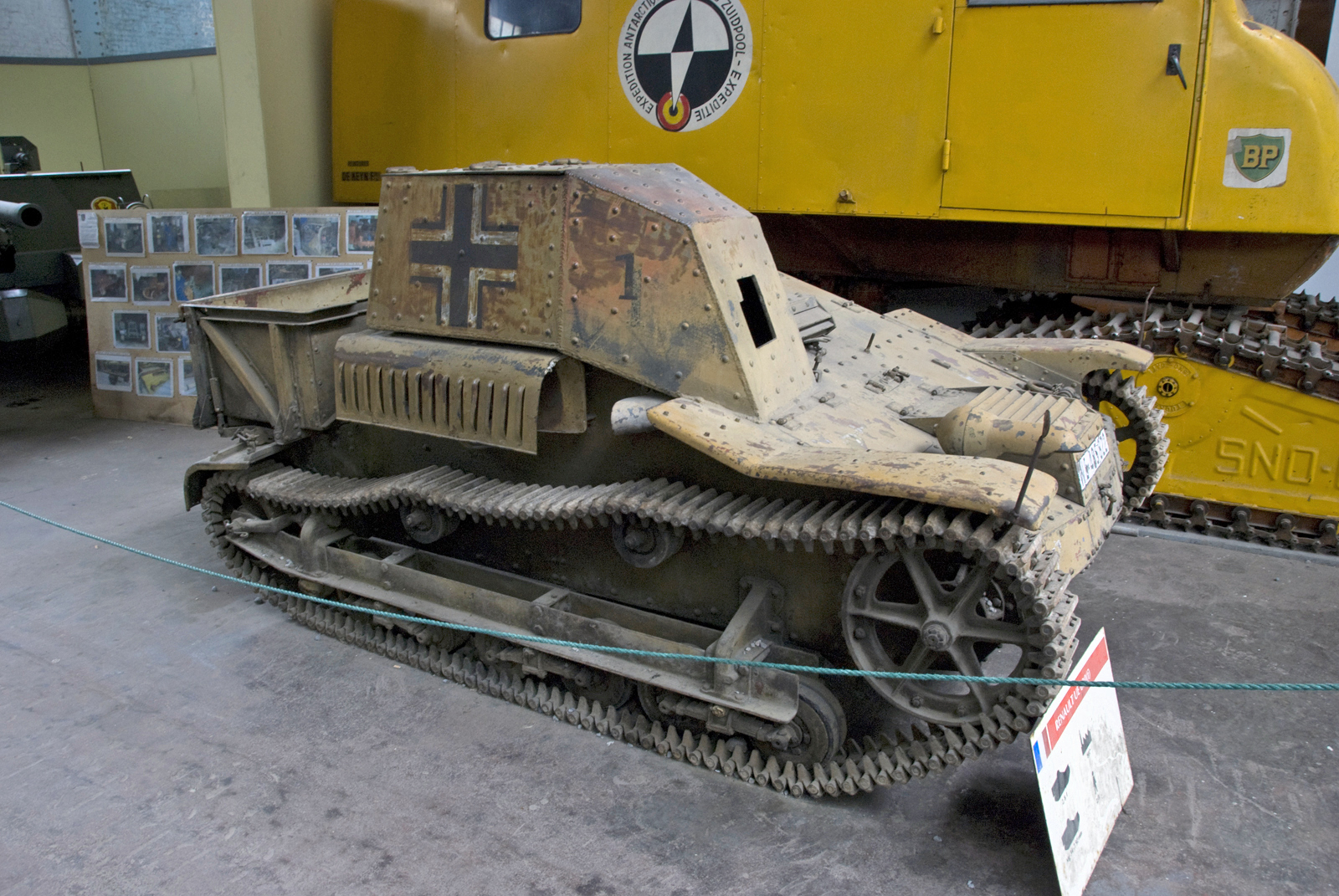
Gepanzerte-MG-Träger Renault UE (f) в Королевском музее армии в Брюсселе
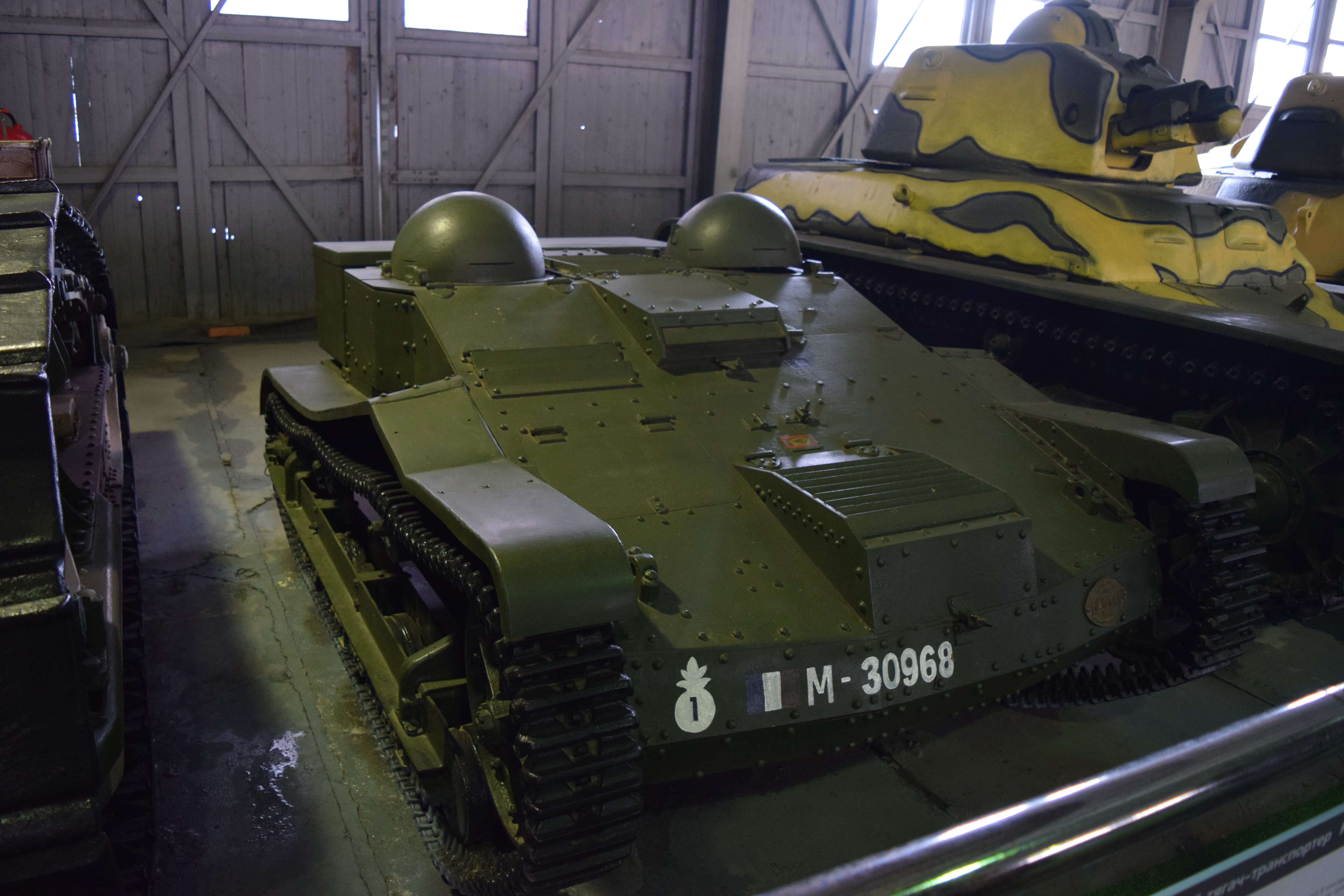
UE в Бронетанковом музее в Кубинке
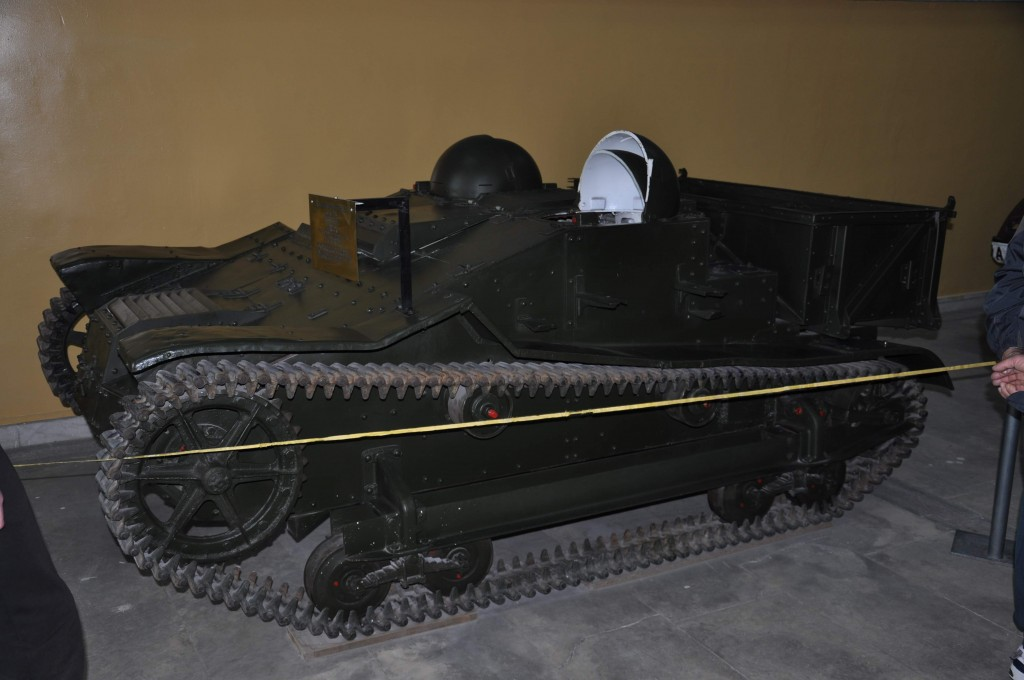
Malaxa UE в Национальном военном музее в Бухаресте
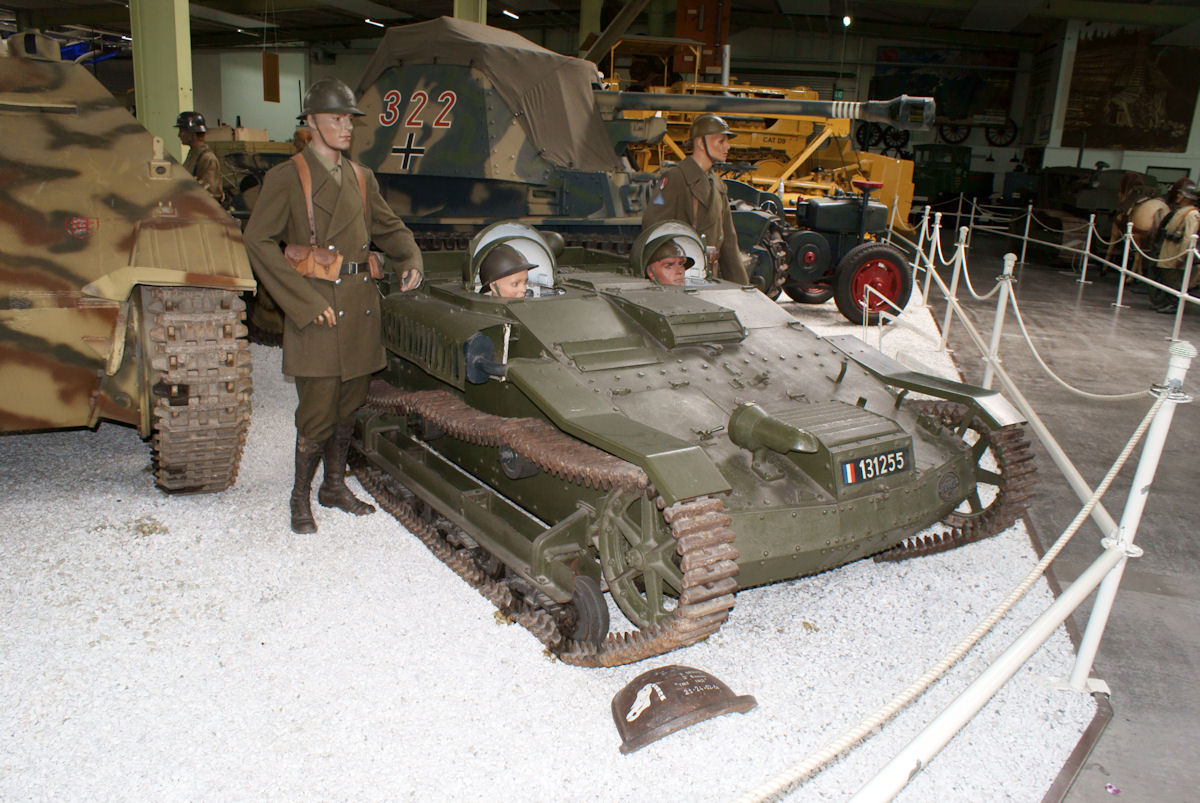
UE в Музее техники в Зинсхайме
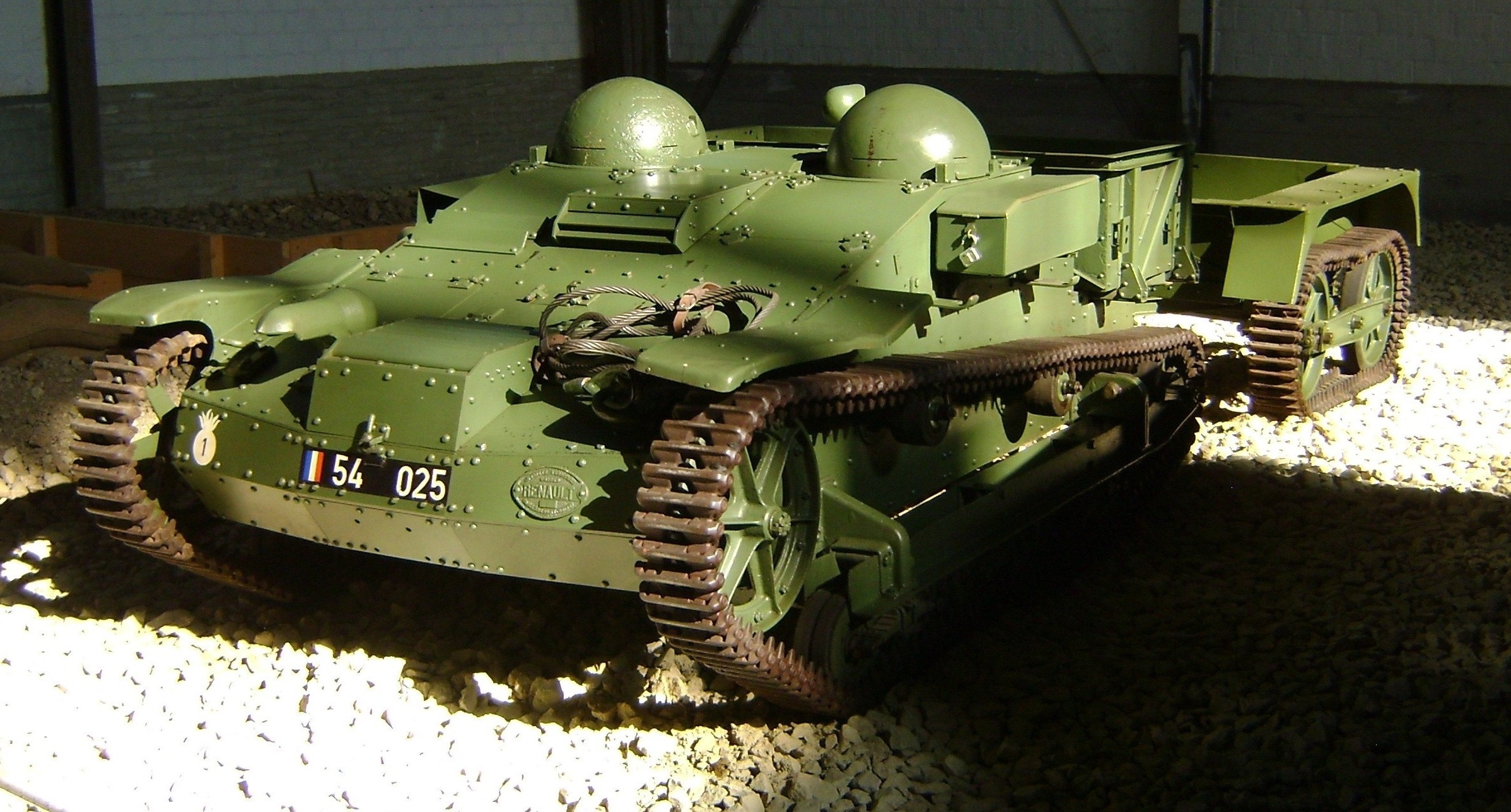
UE в Военном музее Фулль в Фулль-Ройентале
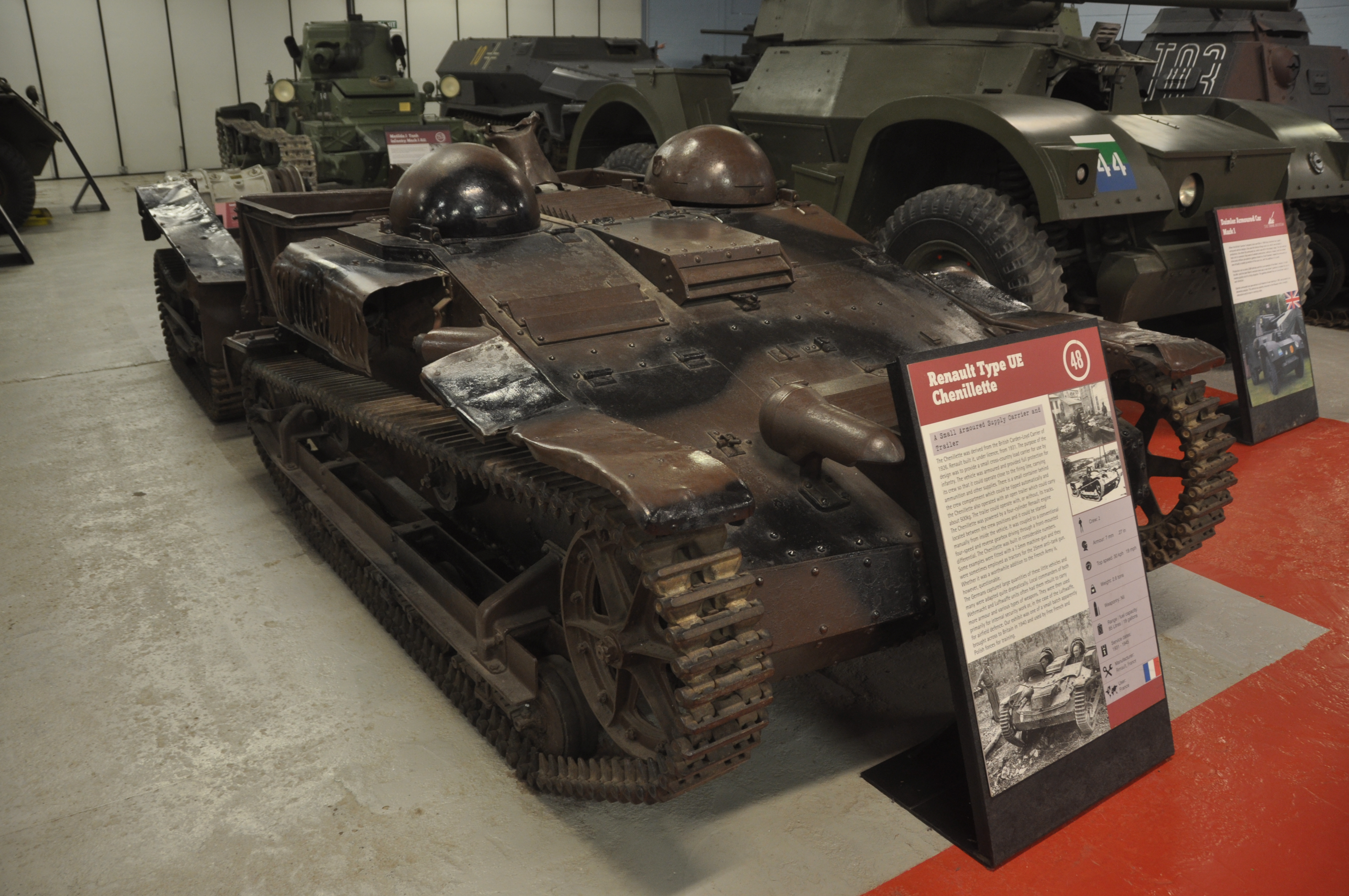
UE в Танковом музее в Бовингтоне

- Франция — Музей бронетехники в Сомюре
- Франция — Музей армии в Париже
- Бельгия — Королевский музей армии и военной истории Бельгии в Брюсселе
- Бельгия — Gepanzerte-MG-Träger Renault UE (f) в Королевском музее армии и военной истории Бельгии в Брюсселе
- Россия — Бронетанковый музей в Кубинке
- Румыния — Malaxa UE в Национальном военном музее в Бухаресте
- Германия — Музей техники в Зинсхайме
- Швейцария — Военный музей Фулль в Фулль-Ройентале
- Великобритания — Танковый музей в Бовингтоне
- Таиланд — Музей артиллерийского корпуса Королевской армии Таиланда в Бангкоке